# Amarilis Fuentes
Amarilis Fuentes, född 1894, död 1955, var en ecuadoriansk politiker och feminist.
Hon engagerade sig i kampanjen för rösträtt för kvinnor. Hon blev den första kvinnan som valdes till ett politiskt ämbete i Ecuador.